# Humanitäre Intervention
Als humanitäre Intervention wird ein Eingriff mit bewaffneten Truppen in das Hoheitsgebiet eines anderen Staates bezeichnet, der den Schutz von Menschen in einer humanitären Notlage, beispielsweise bei großflächigen Menschenrechtsverletzungen, zum Ziel hat. Im engeren Sinn beziehen sich humanitäre Interventionen auf die einheimische Bevölkerung, nicht auf den Schutz von Staatsbürgern der intervenierenden Länder (Schutz eigener Staatsangehöriger). Vorausgesetzt wird, dass der betroffene Staat nicht in der Lage oder nicht willens ist, den Gefährdeten selbst Schutz zu bieten. Die humanitäre Intervention ist nicht als Instrument in der Charta der Vereinten Nationen verankert und kollidiert mit dem Souveränitätsprinzip, weswegen die völkerrechtliche Zulässigkeit der humanitären Interventionen umstritten ist.

## Problematik
Die militärische Intervention aus humanitären Gründen kann in die Situation eines nicht erklärten Krieges führen. In der Diskussion des modernen Verständnisses des Völkerrechts gibt es kontroverse Auffassungen. Es geht im Kern um eine Abwägung zweier völkerrechtlicher Grundsätze: Auf der einen Seite steht die Achtung und der Schutz der staatlichen Souveränität durch Nichteinmischung in innere Angelegenheiten, auf der anderen die Achtung und der Schutz der Menschenrechte.

## Herleitung und Aufkommen des Problems
Zwar gibt es bereits in den Kinderzeiten des sich entwickelnden Völkerrechts – im Rahmen des Dreißigjährigen Krieges firmierte bereits die schwedische Invasion unter dem Deckmantel humanitärer Belange – ein vages Verständnis für die Problematik, jedoch ließ im klassischen Völkerrecht der Richtgedanke der Souveränität der Staaten keinen Blick auf Rechte der durch die Staaten betroffenen Bevölkerung zu. Dies änderte sich bereits ansatzweise im 19. Jahrhundert mit der Ausbreitung des Menschenrechtsgedankens und den Interventionen in Griechenland (1827), Sizilien (1856), Syrien (1860), Kreta (1866), Bosnien (1875), Bulgarien (1877), Mazedonien (1887) und Kuba (1898). Das Allgemeine Gewaltverbot der Charta der Vereinten Nationen veränderte diese Situation grundlegend und schaffte die Möglichkeit einer solchen Intervention ab.
Mit dem Aufkeimen des internationalen Menschenrechtsschutzes hat die Problematik wiederum neue Aktualität erhalten. So begründet die immer nachhaltigere Anreicherung der modernen Völkerrechtsordnung mit menschenrechtlichen Gehalten eine Verschiebung völkerrechtlicher Werte, die die Grundfesten tradierter Verständnisse des Völkerrechts als bloßes Staatenrecht erschüttert hat: Seit 1948 die Allgemeine Erklärung der Menschenrechte in der UN-Generalversammlung angenommen wurde – und auch seit der Weiterentwicklung der Genfer Konventionen bis 1977 – gilt der Schutz der Menschenrechte als Teil des Völkergewohnheitsrechtes.
Die Deutlichkeit der Problemstellung wird heute über die Medienbilder von Gewalt und Schrecken in die weltweite Wahrnehmung gebracht. Berichte über massive Menschenrechtsverletzungen in verschiedenen Ländern (z. B. Somalia, Ruanda, Bosnien-Herzegowina, Kosovo) und bewusste Behinderungen von UN-Blauhelm-Einsätzen durch Konfliktparteien wie etwa im Verlauf der Jugoslawienkriege führten zu der Frage, ob nicht eine moralische Verpflichtung bestehe, über fremde staatliche Souveränität hinweg Menschen auch durch Einsatz militärischer Gewalt zu retten und vor breiter Verfolgung, Vertreibung und Ermordung bis hin zum Völkermord zu schützen. Teilweise wurden dabei Analogien zur Intervention der Alliierten im Zweiten Weltkrieg gezogen, wobei dieser Vergleich jedoch als irreführend erscheint, da der direkte Anlass für das damalige alliierte Eingreifen selbst kein humanitärer war: Denn nach damaligem Völkerrecht hätte der Genozid an der jüdischen Bevölkerung vermutlich kein Recht oder eine Pflicht dritter Staaten zum Einschreiten begründen können. Allein die deutschen Überfälle auf Polen und die Tschechoslowakei konnten nach dem klassischen Verständnis eine Rechtfertigung zur Gewaltergreifung liefern; die Hilfestellung für die Opfer des NS-Regimes unter der europäischen Zivilbevölkerung war insofern eine Sekundärwirkung.

## Weiterentwicklung
In den 1990er Jahren wurde das Problem immer virulenter, was geschehen soll, wenn ein Staat massive Menschenrechtsverbrechen zulässt oder begeht, dabei aber nicht die Souveränität anderer Staaten verletzt. 2001 kam die von Kanada initiierte International Commission on Intervention an State Souvereignty zu dem Schluss, dass die internationale Gemeinschaft eine Schutzverantwortung (responsibility to protect, R2P) zur Verhütung von Völkermord, Kriegsverbrechen, ethnischer Säuberung und Verbrechen gegen die Menschlichkeit besitzt. Die Kommission ging sogar so weit, dass im Falle einer Blockade im UN-Sicherheitsrat ein Eingreifen auch ohne UN-Mandat legal sein sollte. Diese Forderung wurde jedoch zurückgewiesen. Auf dem UN-Weltgipfel 2005 wurde daher in den Paragrafen 138 und 139 beschlossen, dass eine humantinäre Intervention legitim ist, sofern drei Bedingungen vorliegen.
1. Der betroffene Staat ist nicht fähig oder nicht willens, die Menschenrechtsverletzungen zu unterbinden.
2. Alle friedlichen Mittel sind ausgeschöpft.
3. Es liegt ein Mandat des UN-Sicherheitsrates vor (friedenssichernde Mission gem. Kap.VI UN-Charta – „Blauhelme“ / friedenserzwingende Mission gem. Kap. VII UN-Charta – „Grünhelme“)

2006 hat auch der Weltsicherheitsrat eine entsprechende Resolution verabschiedet. Im Frühjahr 2014 hat der UN-Sicherheitsrat anlässlich des 20. Jahrestages des Völkermordes in Ruanda diese bestätigt.
Zugrunde gelegt wurde dem ein erweitertes Verständnis des Friedensbegriffes bei den Eingriffsvoraussetzungen des Artikel 39 der UN-Charta (Kapitel VII). Damit kann sich die Eröffnung der Handlungsmöglichkeiten des Sicherheitsrates auch auf humanitäre Schutzzwecke stützen – auch dann, wenn kein grenzüberschreitendes Element vorliegt.

## Handlungswille des Sicherheitsrates
Problematisch ist der Handlungswille der Mitglieder des Sicherheitsrates und damit des Rates insgesamt, zugunsten der Menschenrechte einzustehen, deren grundsätzliche Achtung und Gewichtung auch im Sicherheitsrat zum Teil sehr unterschiedlich ausfällt. China stellt die westliche Interpretation des Universalitätsanspruchs von Menschenrechten infrage und ist auch kein Mitglied des Internationalen Paktes über bürgerliche und politische Rechte.
Die Handlungsmöglichkeit des Weltsicherheitsrates wird durch die unterschiedlichen politischen Interessen seiner Mitglieder und die Möglichkeit beschränkt, gegen Entscheidungen ein Veto einzulegen.
Die USA haben mit ihrem Vetorecht zahlreiche Resolutionen wegen der von Israel besetzten arabischen Gebiete blockiert.
Am 11. Juli 2008 legten China und Russland ein längerfristig bedeutsames Veto gegen eine Sanktion ein, die Simbabwes Staatschef Robert Mugabe dazu bringen sollte, den Terror gegen die eigene Bevölkerung nach der verlorenen Wahl zu beenden. Der russische UN-Vertreter Witali Tschurkin begründete das Veto damit, die Resolution sei “an ... attempt to take the council ... beyond maintaining international peace and security. We believe such practices to be illegitimate” („Ein […] Versuch, den Rat […] über die Bewahrung internationalen Friedens und Sicherheit hinaus auszunutzen. Wir denken, dass derartige Praktiken nicht legitim sind.“) Chinas Botschafter Wang Guangya sprach von „domestic affairs“ (innere Angelegenheiten).
Auch am 27. April 2011 legten Russland und China mit ganz ähnlichen Argumenten ihr Veto gegen eine Resolution des Weltsicherheitsrates ein, durch die Syrien für sein Vorgehen gegen Demonstranten verurteilt werden sollte: Der russische UN-Vertreter Pankin stellte fest, dass das Verhalten der syrischen Regierung „keine Bedrohung für den Frieden und die internationale Sicherheit“ darstelle. Eine solche Beschränkung von Interventionen auf die Erhaltung der internationalen Sicherheit verweist – auch schwere – Menschenrechtsverletzungen immer in den Bereich der inneren Angelegenheiten eines Staates.

## Intervention ohne Zustimmung des Sicherheitsrates
An dieses Defizit des UN-Systems, den Schutz von Menschenrechten aufgrund unterschiedlicher Interessen der Mitgliedsstaaten nicht hinreichend gewährleisten zu können, knüpft der Gedanke der Rechtfertigung einer humanitären Intervention ohne Beschluss des Weltsicherheitsrates an.
Die Brisanz liegt dabei in dem Spannungsverhältnis zu ausdrücklich bestimmten Grundsätzen der UN-Charta, die man als Grundpfeiler des modernen Völkerrechts begreift: Die Souveränität und das Integritätsinteresse eines jeden Staates werden durch das Gewaltverbot in Art. 2 Abs. 4 flankiert und geschützt. Neben der Handlungsbefugnis des Sicherheitsrates nach Kapitel VII und dem Selbstverteidigungsrecht ist eine Ausnahme zum Gewaltverbot in der UN-Charta nicht vorgesehen.
Weil im Rahmen des Sicherheitsrates – wie oben dargelegt – aufgrund politischer Opportunität und unterschiedlicher Wertung der Menschenrechte verschiedener Veto-Mächte ein Konsens zur Intervention bei einem auf das interne Territorium eines Staates begrenzten Konflikt nur selten erreicht werden wird und die Ausübung des Selbstverteidigungsrechts nach Art. 51 der UN-Charta das Vorliegen eines bewaffneten Angriffes eines Staates gegenüber einem anderen erfordert, greifen die beiden unumstößlich anerkannten Durchbrechungen des Gewaltverbotes nicht zum alleinigen Schutz humanitärer Belange.
Bislang vertreten nur das Vereinigte Königreich und Belgien ausdrücklich die Auffassung, dass eine humanitäre Intervention ohne Resolution des Sicherheitsrats völkerrechtlich zulässig sei. Mit der Intervention der NATO im Kosovo 1999 hat diese sich aufgrund des drohenden chinesischen und russischen Vetos im Weltsicherheitsrat das Mandat quasi selbst erteilt und sich bewusst über das Völkerrecht hinweggesetzt.

## Asymmetrie im Völkerrecht
Damit privilegiert die UN-Charta faktisch durch das Gewaltverbot die Souveränität und folglich das Bestandsinteresse eines Staates gegenüber dem Interesse seiner Bürger auf Menschenrechtsschutz. Dies führt zu einem strukturellen Ungleichgewicht der UN-Charta. In einem veränderungsorientierten Prozess der völkerrechtlichen Werteordnung, deren Akzent sich seit 1945 offenkundig hin zum verstärkten Schutz des Individuums als Träger von unveräußerlichen und unantastbaren Rechten verschoben hat, erscheint diese formale Sicht nicht mehr uneingeschränkt zu überzeugen und nach befriedigenderen Antworten zu verlangen.
Um eine Antwort aus dem zwischen verschiedenen Interessen seiner Mitgliedsstaaten abwägendem UN-System abzuleiten, ist die rechtliche Figur der humanitären Intervention an verschiedenen Stellen dogmatisch diskutiert worden:
1. Einer Einengung des Gewaltbegriffs in Art. 2 Abs. 4 UN-Charta
2. Einer Verortung in Art. 51 aufgrund eines dynamischen Verständnisses der Grundwerte der UN-Charta
3. Eine Berufung auf den völkerrechtlichen Notstand zugunsten der Betroffenen (Karl Doehring)
4. Eine eigenständige Rechtfertigung außerhalb der klassischen Grundsätze

Dabei ist der Annahme, dass dem UN-System eine unveränderbare Statik zugrunde liegt, durch die ständige Praxis des Sicherheitsrates, die UN-Charta dynamisch und erweiternd zu verstehen, die Grundlage entzogen, so dass eine Rechtsfortentwicklung hier grundsätzlich möglich ist. Offen ist, wie man Änderungen eine Richtung gibt und welche Folgen das mit sich brächte.

### Argumente für die Zulässigkeit humanitärer Interventionen
1. Die Weltgemeinschaft dürfe sich nicht durch das Gebot der Souveränität und Nichteinmischung der Verantwortung entziehen, denn nach dem modernen Verständnis der Menschenrechte sind diese aus dem geschützten Kreis innerer Angelegenheiten eines Staates herausgenommen – ein Staat hat kein unbeschränktes Recht gegenüber den Menschen auf seinem Boden. Diese Setzung habe aber keinen Wert, wenn sie nicht durchgesetzt werden kann.
2. Bei massenhaftem Sterben aus verschiedenen Gründen gebe es keine Alternative zu einem Handeln auch gegen den Willen des jeweiligen Staates; Blauhelme sind an die Zustimmung der Kriegsparteien gebunden, daher sind sie relativ unwirksam.
3. Der Missbrauchsgefahr auf der einen Seite korrespondiert die missbräuchliche, von Interessenpolitik und Desinteresse geleitete Verfehlung der treuhänderischen Verantwortung für die Menschenrechte im UN-Sicherheitsrat durch einzelne Mitglieder.
4. Der abschreckende Effekt einer Rechtfertigung auch einseitiger Maßnahmen zugunsten der geschundenen Bevölkerung hält Staaten dazu an, keine massiven Menschenrechtsverletzungen zu begehen.

### Argumente gegen die Zulässigkeit
Gegen humanitäre Interventionen ohne Zustimmung des Sicherheitsrates werden allgemein folgende Einwände erhoben:
1. Die Missbrauchsgefahr sei groß – hinter dem hohen moralischen Ziel werde zum Teil Interessenpolitik (z. B. wirtschaftlicher, strategischer oder innenpolitischer Art) betrieben. Das Ziel, die weltweite Stabilität durch das zwischenstaatliche Gewaltverbot zu begründen, werde gefährdet, wenn das Gewaltverbot durch die Hintertür abgeschafft wird.
2. Der Krieg finde vielmehr eine neue Legitimität und könne dabei leicht politischer Kontrolle entgleiten. Dadurch werde die humanitäre Hilfe eventuell sogar erschwert.
3. Die Auswahl der Fälle sei schwer zu rechtfertigen: Warum wird in einem Land eingegriffen, in einem anderen nicht? Meistens sei die Interventionsentscheidung eine Kombination aus Politikinteressen, Aufmerksamkeit der Medien und Druck öffentlicher Meinung.
4. Die Angemessenheit und Wirksamkeit sei fraglich. Hier seien nicht zuletzt die Erfahrungen im Kosovo-Konflikt ernüchternd.
5. Humanitäre Interventionen seien eine Ablenkung von der Lösung der sozialen Frage und Ersatz für fehlende politische Konzepte.

## Fazit
Die völkerrechtliche Debatte um humanitäre Interventionen kreist um die zulässigen Ausnahmen vom allgemeinen Gewaltverbot der UN-Charta (siehe Kapitel VII der UN-Charta zu kollektiven Sicherheitsmaßnahmen). Bei diesen Ausnahmen handelt es sich vor allem um den Selbstverteidigungsfall bzw. den Verteidigungsfall eines Bündnispartners. Für Ausnahmen vom allgemeinen Gewaltverbot der UN-Charta wird auch die Notwendigkeit und die Berechtigung des Schutzes der völkerrechtlich inzwischen als verbindlich angesehenen Menschenrechte bei massivsten Verletzungen wie vor allem bei Völkermord ins Feld geführt.